# Port lotniczy Jumla
Port lotniczy Jumla (IATA: JUM, ICAO: VNJL) – mały port lotniczy w Jumli, w Nepalu. Położony jest na wysokości 2347 m n.p.m.